# PKP Cargo
ПКП Карго пол. PKP Cargo — логістичний оператор, найбільший в Польщі та другий в країнах ЄС оператор вантажних залізничних перевезень, зареєстрованої на Варшавській фондовій біржі. Найбільшим акціонером компанії є АТ ПКП пол. PKP SA, яка володіє 33,01 % акцій PKP Cargo.